# Jeffrey Thue
Jeffrey Thue (n. 25 ianuarie 1969, Regina, Saskatchewan, Canada) este un luptător ce a reprezentat Canada, medaliat olimpic. A participat la o ediție a Jocurilor Olimpice (1992) în care a câștigat o medalie de argint.

## Participări
Lista de mai jos prezintă principalele competiții la care a participat Jeffrey Thue de-a lungul carierei.
- wrestling at the 1992 Summer Olympics – men's freestyle 130 kg[*]